# Despised Icon
Despised Icon – kanadyjski zespół deathcore'owy z Montrealu.
Zespół powstał na początku 2002, w jego skład weszli członkowie Neuraxis, In Dying Days czy Heaven's Cry. W tym samym roku ukazała się pierwsza płyta Despised Icon Consumed by Your Poison.
Zespół zakończył działalność w grudniu 2010 koncertem w Quebec w Kanadzie.

## Muzycy
Obecny skład zespołu
- Steve Marois – wokal (2002–2010, od 2014)
- Alex Erian – wokal (2004–2010, od 2014), perkusja (2002–2004)
- Eric Jarrin – gitara (2002–2010, od 2014)
- Ben Landreville – gitara (2009-2010, od 2014)
- Sebastien Piché – gitara basowa (2002–2008, od 2014)
- Alex Pelletier – perkusja (2004–2010, od 2014)
- Yannick St-Amand – gitara, sample (2002–2006, od 2014)

Byli członkowie zespołu
- Marie-Hélène Landry – wokal (2002–2003)
- Al Glassman – gitara (2006–2008)
- Max Lavelle – gitara basowa (2008–2010)

## Dyskografia
- Consumed by Your Poison (Galy Records, 2002)
- Syndicated Murderers (EP, 2004)
- Split z Bodies in the Gears of the Apparatus (Relapse Records, 2005)
- The Healing Process (Century Media Records, 2005)
- Demos 2002 & 2004  (split z Ion Dissonance) (Galy Records, 2006)
- The Ills of Modern Man (Century Media Records, 2007)
- Montreal Assault (Century Media Records, 2009)
- Day Of Mourning (Century Media Records, 2009)
- Beast (Nuclear Blast, 2016)[3]